# Koszykówka
Koszykówka (lub piłka koszykowa) – dyscyplina sportu drużynowego (sport olimpijski), w której dwie pięcioosobowe drużyny grają przeciwko sobie próbując zdobyć jak największą liczbę punktów wrzucając piłkę do kosza drużyny przeciwnej. Za datę powstania koszykówki uznaje się 21 grudnia 1891 r., a za jej twórcę – Jamesa Naismitha.

## Powstanie i historia koszykówki

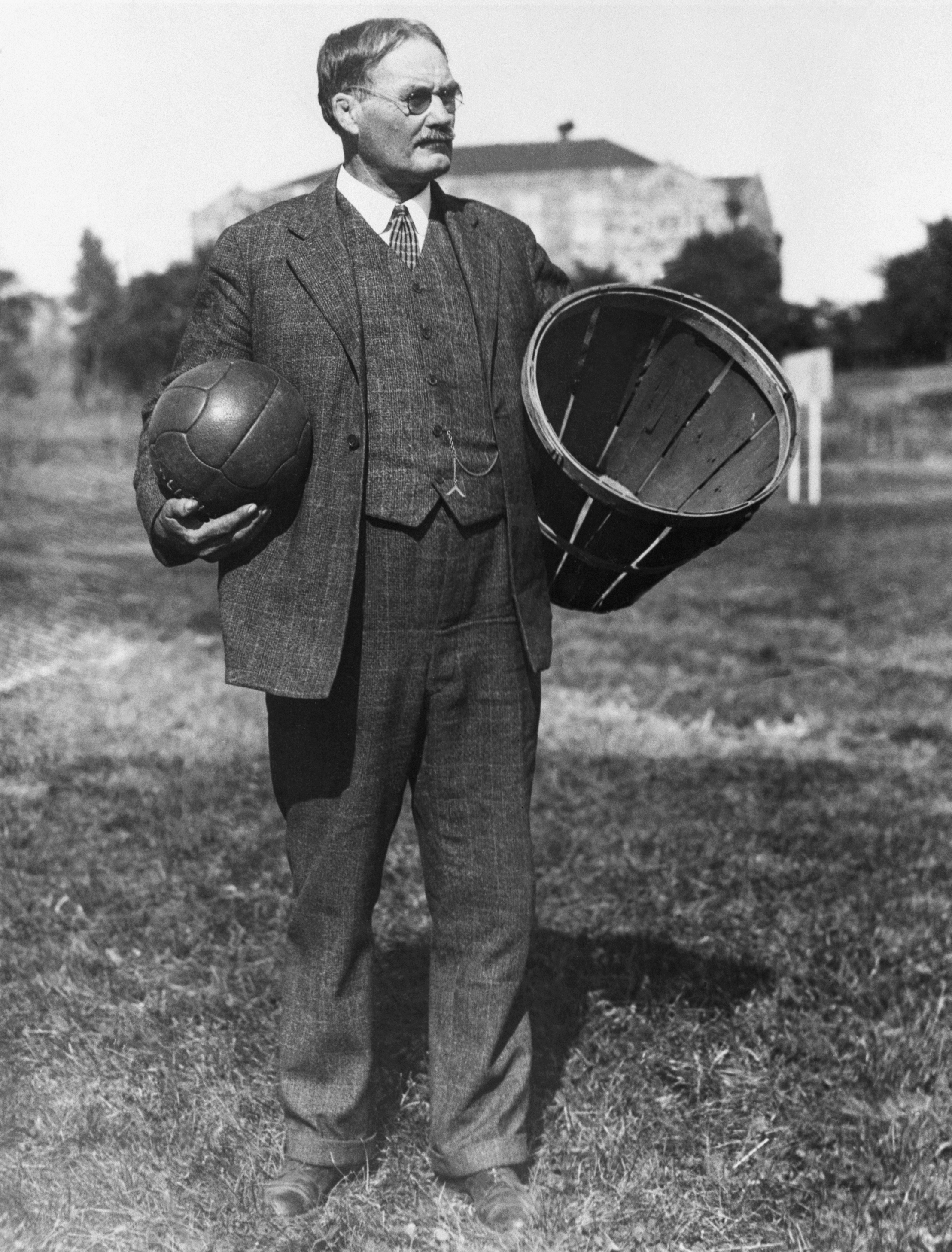
James Naismith, twórca koszykówki

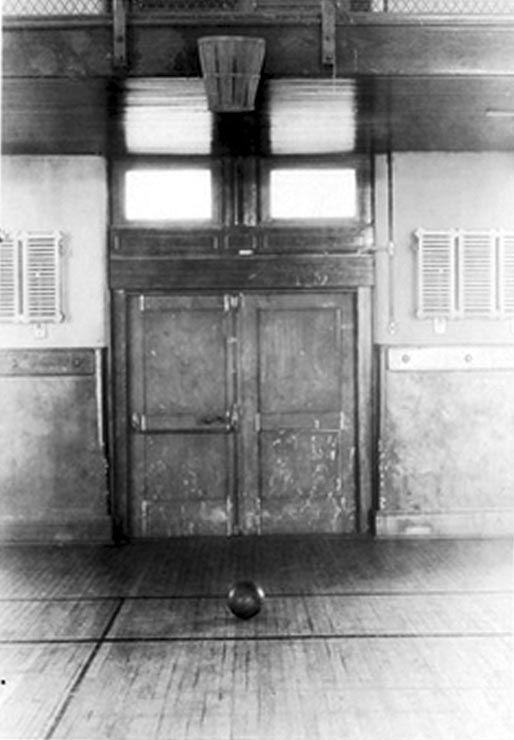
Pierwsze boisko do koszykówki

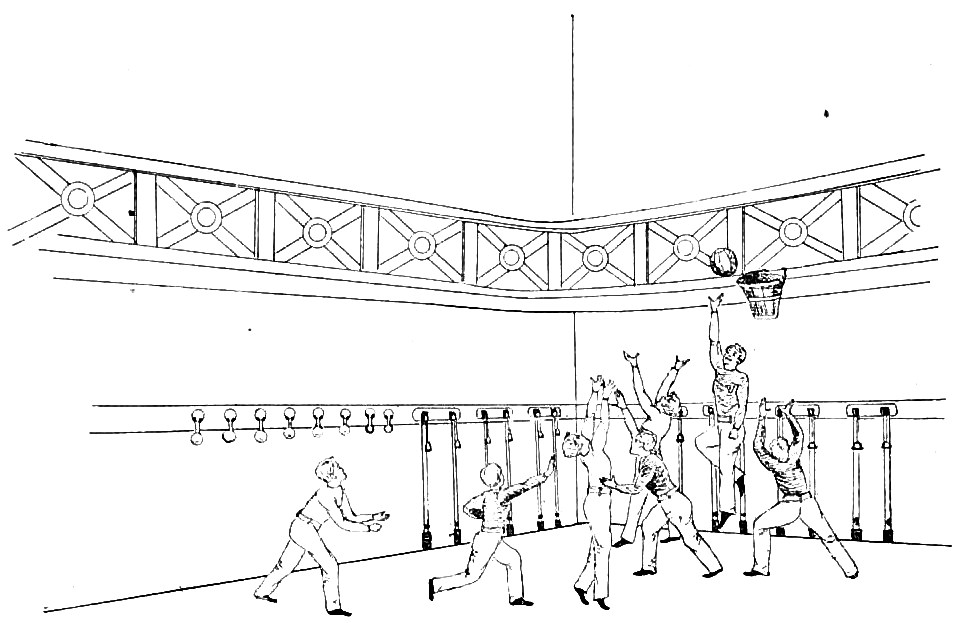
Rysunek z pierwszej publikacji Naismitha (15 stycznia 1892) przedstawiającej zasady gry w koszykówkę

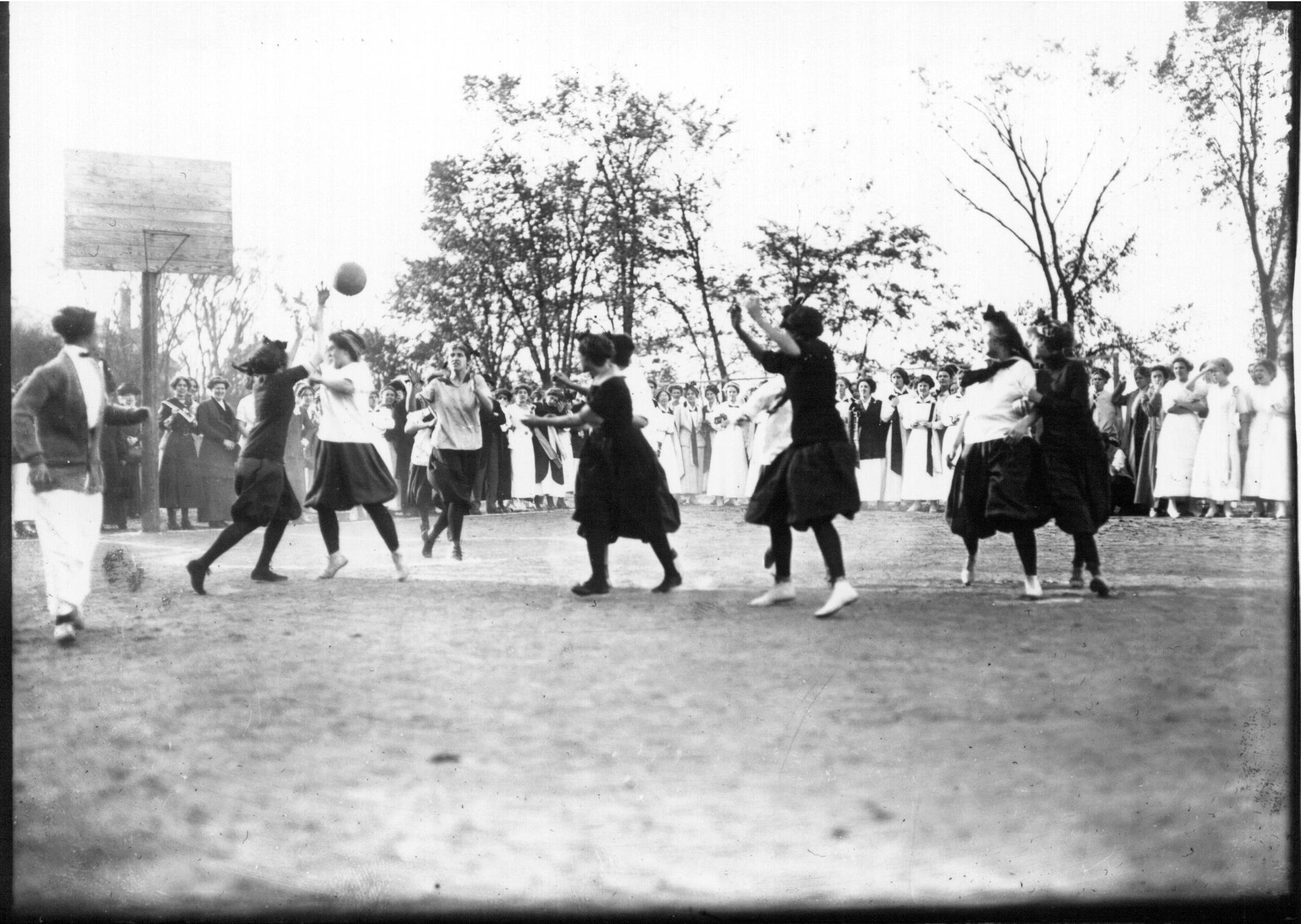
Mecz koszykówki rozegrany w 1912 roku

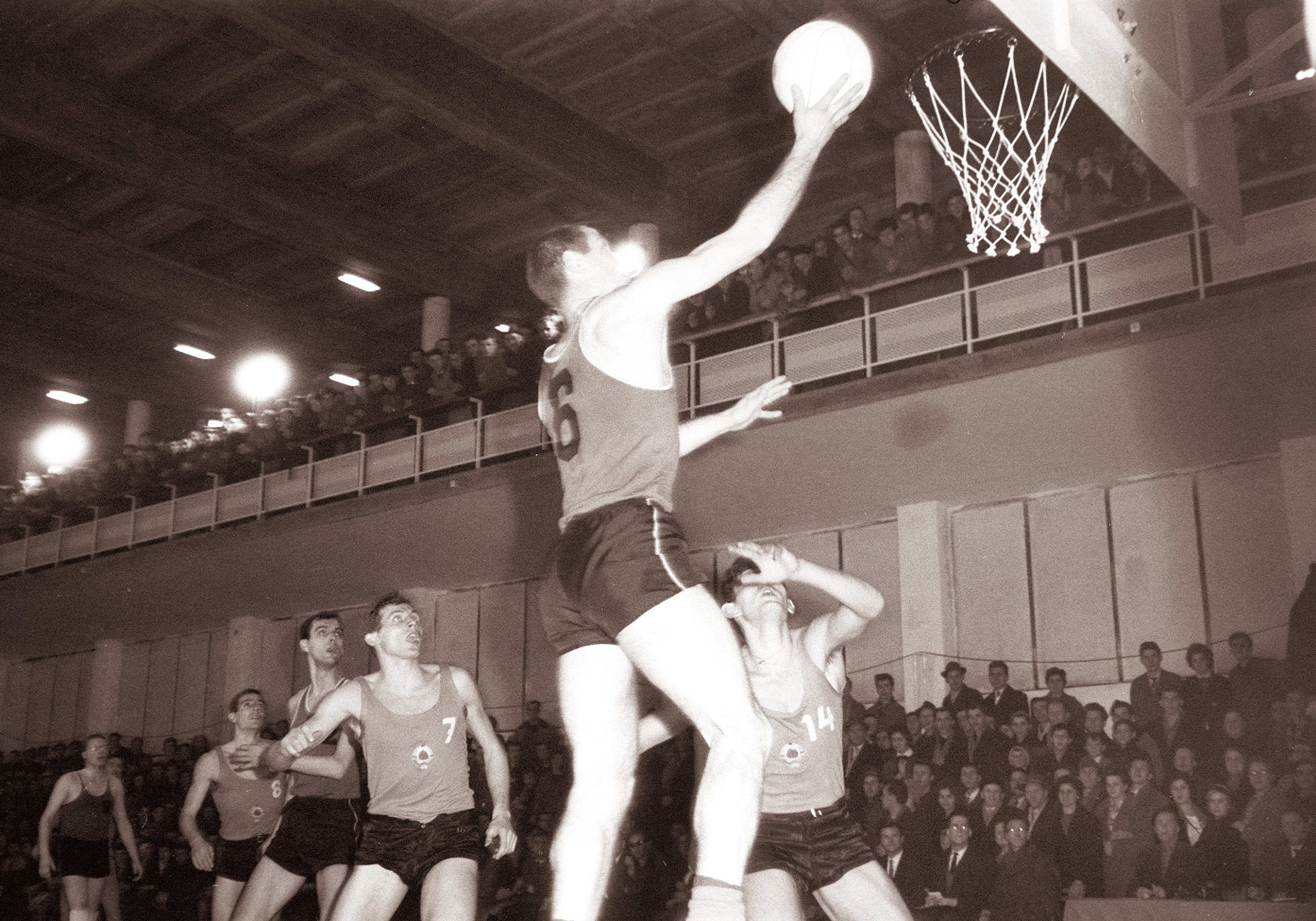
Mecz koszykówki rozegrany w 1962 roku

Koszykówka powstała około grudnia 1891 roku w Springfield w stanie Massachusetts, gdy protestancki pastor i amerykański nauczyciel wychowania fizycznego (pochodzenia kanadyjskiego) w YMCA James Naismith opracował nową grę zespołową. W 1891 roku Rada Pedagogiczna w Springfield YMCA Sport College rozpisała konkurs na dyscyplinę sportu potrzebną do zachowania kondycji dzieci i młodzieży w czasie semestru zimowego. Naismith chciał stworzyć grę, która minimalizowałaby kontakt fizyczny, ale zawierała dużo skakania, biegania oraz koordynacji wzrokowo-ruchowej związanej z posiadaniem piłki w dłoniach. Wygrał projekt dr. Jamesa Naismitha, który napisał: 

Przeciętny człowiek jest pod silnym wpływem tradycji. Jeśli jest zainteresowany grą sportową, jakikolwiek wysiłek fizyczny, aby coś w niej zmienić, tworzy sprzeciw w jego umyśle. Uświadomiłem sobie, że wszelkie usiłowania, by zmienić znane gry, nieuchronnie przyniosą opłakany rezultat.[…] Wówczas wziąłem pod uwagę dużą piłkę, łatwą w ujęciu, którą każdy mógłby chwytać i rzucać po niewielkim przygotowaniu. […] potem znalazłem dwa stare kosze do zbierania brzoskwiń. Znalazłem młotek i kilka gwoździ i przybiłem kosze do dolnej krawędzi balkonów sali gimnastycznej

Gra polegała na rzucaniu piłki do wiklinowych koszy zawieszonych na balkonach sali gimnastycznej. Kosze te nie miały dziury na ich dnie, więc po każdym celnym rzucie piłkę należało wyciągać specjalnymi kijami. Początkowo do gry w koszykówkę używano zwykłej piłki futbolowej. Pierwsza piłka przeznaczona wyłącznie do koszykówki powstała w 1894 roku.
Naismith stworzył podstawowe zasady gry w koszykówkę:
- Okrągłą piłką należało grać wyłącznie przy użyciu rąk[6][7][9]. Piłka powinna być duża, lekka i możliwa do trzymania w dłoniach[11].
- Trzymając piłkę, nie wolno było się z nią przemieszczać – należało ją podawać[6][7][9].
- Zawodnicy mieli prawo znajdować się w dowolnym miejscu boiska[6][7][9][11].
- Nie wolno było stosować przemocy fizycznej między zawodnikami[6][7][9][11].
- Niewielka bramka w formie kosza powinna być umieszczona poziomo, wysoko w górze[7][9][11].

21 grudnia 1891 w sali gimnastycznej YMCA przy Armory Street w Springfield został rozegrany pierwszy nieoficjalny mecz koszykówki. W grze brały udział dwie dziewięcioosobowe drużyny studentów Scholl of Christian Workers. Na boisku jednocześnie przebywało osiemnastu zawodników.
Pierwszy oficjalny mecz koszykówki odbył się 11 marca 1892 roku, natomiast pierwszy mecz koszykówki kobiet odbył się 22 marca 1893 roku.
Ze względu na pochodzenie twórcy koszykówki, pierwszym państwem poza USA, w którym grano w koszykówkę, była Kanada. Następnie koszykówka została zaprezentowana m.in. we Francji (1893), Anglii (1894), Australii, Chinach, Indiach i Japonii (1895-1900).
W 1894 roku wprowadzono pierwsze zmiany w przepisach gry w koszykówkę – duża brutalność tej gry wymusiła wprowadzenie rzutów wolnych. Około 1895/96 zmieniono zasady punktacji – rzuty z gry były warte nie 3, a 2 punkty, zaś rzuty wolne – nie 3, lecz 1 punkt. Od 1895 roku zaczęły się pojawiać drewniane tablice koszów, natomiast od 1896 roku można już było kozłować. W 1900 roku kosze na brzoskwinie zastąpiono metalowymi obręczami z siatkami bez dna. Inne źródła podają, że miało to miejsce dopiero ok. 1912-1913 roku. W 1903 roku wprowadzono przepis, że wszystkie linie ograniczające boisko muszą być proste – na boisku nie mogą znajdować się np. kolumny, schody, czy inne konstrukcje/przedmioty przeszkadzające w grze.
W 1904 roku koszykówka była dyscypliną pokazową na igrzyskach olimpijskich. W 1906 roku powstała organizacja Intercollegiate Athletic Association of the United States (obecnie: National Collegiate Athletic Association – NCAA), kontrolująca rozgrywki między amerykańskimi koledżami, w tym koszykówkę. W 1915 roku zmniejszono liczbę zawodników drużyny znajdujących się jednocześnie na boisku do pięciu (niektóre źródła podają, że miało to miejsce już ok. 1895-1897).
18 czerwca 1932 w Genewie powstała Międzynarodowa Federacja Koszykówki (Fédération Internationale de Basketball Amateur – FIBA). Organizacja ta do dziś zarządza międzynarodowymi meczami koszykówki. W 1934 roku opublikowano pierwsze międzynarodowe przepisy gry w koszykówkę FIBA.
Od 1935 roku rozgrywane są mistrzostwa Europy w koszykówce, a od 1936 roku koszykówka jest dyscypliną olimpijską.
Do 1936/37 roku po każdym celnym rzucie odbywał się rzut sędziowski – w tym roku zniesiono ten przepis, co pozytywnie wpłynęło na rozwój i popularyzację koszykówki. Podczas kongresu FIBA w Berlinie w 1936 wprowadzono również linię środkową boiska. Wiązało się to z wprowadzeniem zasady 10 sekund (obecnie znanej jako zasada 8 sekund).
W 1949 roku powstała liga National Basketball Association (NBA). NBA powstało z połączenia dwóch zawodowych lig amerykańskich: BAA (Basketball Association of America) oraz NBL (National Basketball League). Ponieważ BAA powstało już w roku 1946, a NBA jest niejako kontynuacją, czasem za datę powstania zawodowej ligi NBA przyjmuje się już rok 1946. Za pierwszy sezon w historii NBA uznaje się rozgrywki 1946/47, mimo że wtedy liga ta nazywała się jeszcze BAA.
Od 1950 roku rozgrywane są mistrzostwa świata w koszykówce.
W 1954 wprowadzono w NBA zasadę 24 sekund. W 1956 roku w FIBA wprowadzono zasadę 30 sekund. W 1956 roku powiększono także obszar ograniczony do kształtu trapezu, który obowiązywał aż do 2010 roku. W 1979 roku NBA wprowadziła rzuty za 3 punkty (7,24 m od obręczy kosza). Ten sam pomysł zaakceptowała FIBA w 1984 roku (6,25 m od obręczy kosza).
Od 1976 roku dyscypliną olimpijską stała się także koszykówka kobiet. W sezonie 1996/97 utworzono Women’s National Basketball Association (WNBA).
W 2000 roku, w celu zwiększenia dynamiki gry, regułę 10 sekund zmieniono na regułę 8 sekund, a regułę 30 sekund, na regułę 24 sekund. W 2010 roku całkowicie zmieniono wygląd boiska do koszykówki FIBA.

### Historia koszykówki w Polsce
Na ziemiach polskich pierwszy mecz koszykówki został rozegrany przez kobiety. Miało to miejsce 29 czerwca 1909 roku we Lwowie – w zawodach odbywających się na trawiastym boisku z koszami bez tablic, zagrało sześć zespołów gimnazjalnych. Po odzyskaniu przez Polskę niepodległości, koszykówka stała się sportem powszechnie nauczanym w szkołach podstawowych i średnich. W styczniu 1919 odbył się pierwszy centralny turniej koszykówki mężczyzn. W kolejnych latach (aż do 1928) organizowano w Polsce bardzo wiele zawodów koszykówki zarówno męskiej, jak i kobiecej, rozgrywanych przez drużyny szkół średnich. Pierwsze oficjalne Mistrzostwa Polski miały miejsce we wrześniu roku 1929 w Krakowie. Mistrzostwa te dotyczyły koszykówki mężczyzn oraz kobiet. Według innych źródeł, pierwsze mistrzostwa Polski w koszykówce odbyły się w 1928 roku, natomiast w koszykówce kobiet w 1929 roku. Pierwszy międzynarodowy mecz koszykówki w którym brała udział Polska, rozegrały kobiety. Ten mecz między Polską a Szwecją rozegrany został w czerwcu 1930 w Krakowie. Polki wygrały 30:13. Pierwszy międzynarodowy mecz koszykówki mężczyzn Polska rozegrała z Estonią. Spotkanie to miało miejsce w Tallinnie w lutym 1935 roku. W tym samym roku reprezentacja kobiet zdobyła złoty medal na Akademickich Mistrzostwach Świata w Budapeszcie. W 1936 koszykówka stała się sportem olimpijskim. Polska zajęła wtedy IV miejsce i było to najwyższe miejsce wśród państw europejskich. W 1938 roku w Rzymie miały miejsce pierwsze oficjalne Mistrzostwa Europy w koszykówce kobiet – Polska zajęła III miejsce.
19 lutego 1928 roku, z inicjatywy doktora medycyny Tadeusza Chrapkowskiego, powstał Polski Związek Gier Sportowych, obejmujący koszykówkę oraz dwie inne dyscypliny sportowe (siatkówkę, piłkę ręczną (mężczyźni) i hazenę (kobiety)). W roku 1934 Polska przystąpiła do FIBA. Polski Związek Gier Sportowych został w 1936 roku przekształcony w Polski Związek Piłki Ręcznej, lecz swoją działalnością nadal obejmował koszykówkę (oraz siatkówkę i piłkę ręczną). Istniał do września 1939 roku.
W roku 1945 w Krakowie został reaktywowany Polski Związek Piłki Ręcznej (głównie dzięki Zygmuntowi Nowakowi). Mówiąc dokładniej, doszło do przeniesienia siedziby Polskiego Związku Piłki Ręcznej z Krakowa do Warszawy oraz zmienienia nazwy z PZPR na Polski Związek Koszykówki, Siatkówki i Szczypiorniaka. Skupienie trzech dyscyplin sportowych w jednej sekcji nie sprzyjało prawidłowemu rozwojowi tych sportów. Dlatego w roku 1953 powstały trzy samodzielne sekcje: Koszykówki, Siatkówki oraz Piłki Ręcznej. W roku 1957 poszerzone Plenum Sekcji Piłki Koszykowej GKKF powołało Polski Związek Koszykówki z siedzibą w Warszawie. Przyjęto projekt statutu Związku, który został zarejestrowany 21 czerwca 1957 roku przez Stołeczną Radę Narodową, dzięki czemu PZKosz otrzymał samodzielność prawną. Pierwsze w historii Walne Zebranie Polskiego Związku Koszykówki odbyło się 6 października 1957. FIBA wyraziło swoje wielkie uznanie dla pracy PZKosz poprzez przyznanie Polsce organizacji Mistrzostw Europy 1958 oraz 1978 w koszykówce kobiet, a także Mistrzostw Europy 1963 w koszykówce mężczyzn. Mistrzostwa z roku 1963 zainaugurowały uroczystości mające na celu uczczenie Jubileuszu 50-lecia Koszykówki w Polsce.
Największe osiągnięcia w historii polskiej koszykówki to:
- mistrzostwo Europy kobiet (1999)[1],
- wicemistrzostwo Europy kobiet (1980, 1981)[1],
- wicemistrzostwo Europy mężczyzn (1963)[1].

Po II wojnie światowej w Polsce następował dynamiczny rozwój koszykówki. Państwo wspomagało sport, powołano naczelne władze sportowe, upowszechniono koszykówkę w szkołach. PZKosz prowadził bardzo dużo szkoleń dla trenerów i instruktorów koszykówki, a na wyższych uczelniach wychowania fizycznego w Polsce otworzono specjalizacje dla trenerów koszykówki. Organizowano w Polsce także liczne seminaria naukowo-metodyczne dotyczące koszykówki.
Przepisy gry w koszykówkę dotarły na tereny Polski po raz pierwszy w roku 1908. Maria Germanówna została wydelegowana przez Lwowskie Towarzystwo Zabaw Ruchowych do Wielkiej Brytanii, skąd przywiozła i rozpowszechniła zasady gry w koszykówkę kobiet. W roku 1909 pierwsze przepisy gry w koszykówkę w języku polskim opracował Swiątkiewicz. Swiątkiewicz przez pewien czas przebywał w Chicago, prowadząc tam kurs gimnastyki, dzięki czemu przy okazji zapoznał się z regułami gry w koszykówkę. Zbiór zasad wydał jako dodatek do Przewodnika Gimnastycznego – Sokół. W 1911 roku Franciszek Kapałka opracował i wydał przepisy gry w koszykówkę według wzorów angielskich. Pierwszą obszerniejszą pracę na temat koszykówki wydali Justyna Czechowiczówna oraz Walerian Sikorski w 1914 roku. Dzieło to nosiło nazwę Gry i zabawy ruchowe dla dzieci i młodzieży i zawierało m.in. szczegółowy opis zasad gry w koszykówkę, opis koszykówki amerykańskiej, a także opis walorów tego sportu. W 1919 roku powstał podręcznik zalecający uprawianie koszykówki (zarówno przez kobiety, jak i mężczyzn) w szkołach średnich. W 1927 roku wydana zostaje książka Gry sportowe (M. Kurletto, C. Rębowski) w której podkreśla się, że koszykówka powinna być uprawiana w szkole, wojsku i stowarzyszeniach sportowych, na pierwszym miejscu. W publikacji tej podają także szczegółowe przepisy dla mężczyzn i kobiet, przy czym przepisy koszykówki kobiet opracowują według zasad angielskich, które mają ułatwiać dziewczętom grę i zmniejszać wysiłek fizyczny. W 1928 Polski Związek Gier Sportowych wydał jednolite dla całej Polski przepisy gry w koszykówkę. W 1933 PZGS stworzył drugie wydanie tych przepisów. Baran, Sikorski i Wójcicki stworzyli w 1935 roku pierwszy podręcznik zawierający wskazówki metodyczne do nauczania koszykówki: Piłka Koszykowa.

## Reguły gry w koszykówkę (wybrane)
Ta sekcja opisuje zagadnienie koszykarskie zgodne z normami FIBA.
Zasady w ligach NBA, NCAA lub innych mogą różnić się od tutaj przedstawionych.
Przepisy gry w koszykówkę należą do jednych z najbardziej skomplikowanych na świecie. Poniżej znajdują się wybrane, skrócone zasady gry w koszykówkę.

### Mecz

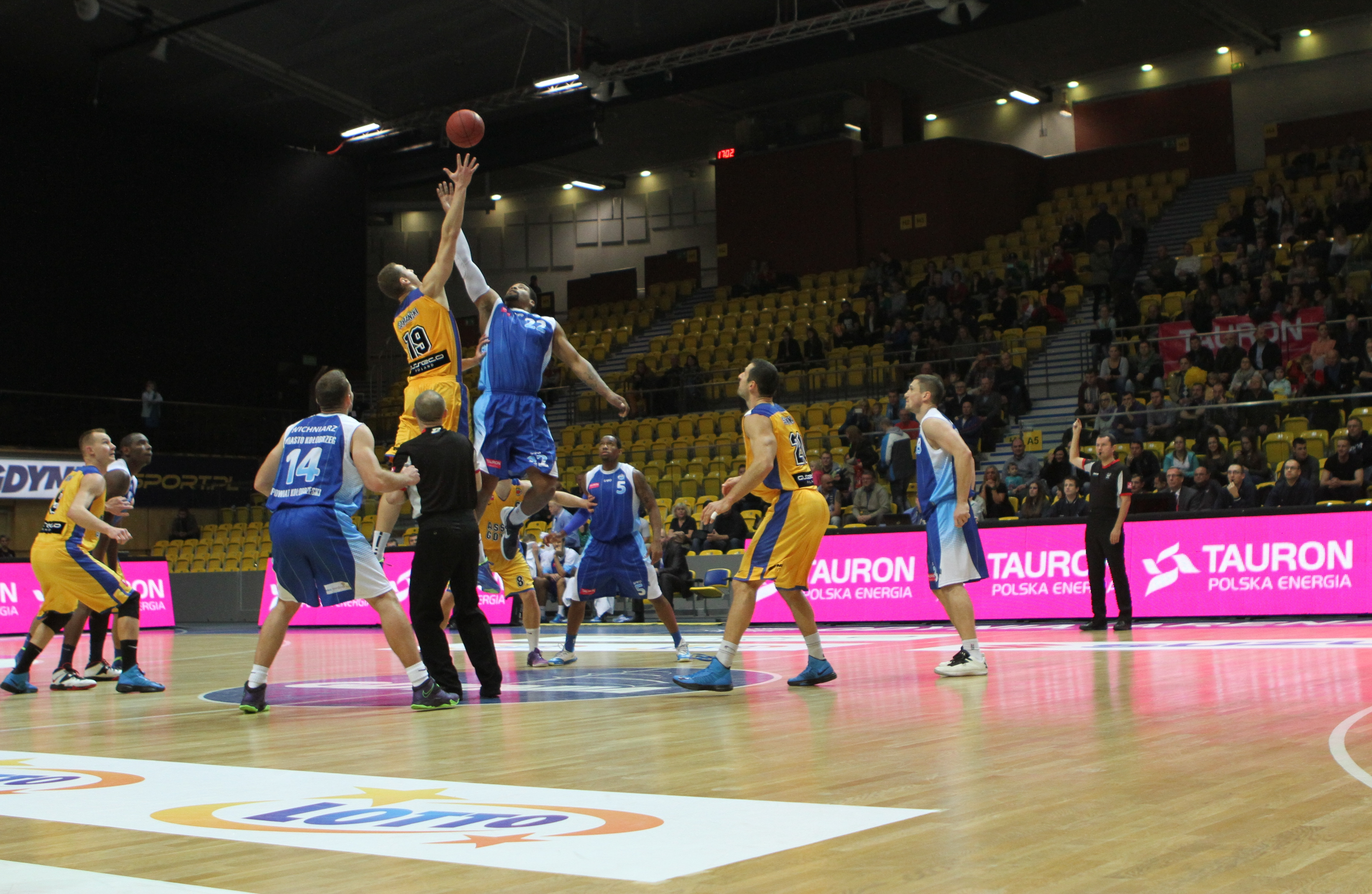
Rozpoczęcie meczu

W meczu grają ze sobą dwie drużyny, mające po 5 zawodników na boisku. Zwycięża drużyna, która uzyska większą liczbę punktów na koniec meczu. Możliwe jest również rozegranie dwumeczu z łączoną punktacją.
Mecz składa się z czterech 10-minutowych kwart. Jeśli wynik jest nierozstrzygnięty (remis), rozgrywa się tyle 5-minutowych dogrywek, ile będzie konieczne do ustalenia wyniku meczu.

#### Przerwa meczu
Podczas meczu występują następujące przerwy:
- 20-minutowa przerwa przed rozpoczęciem meczu[32],
- 2-minutowe przerwy między 1 i 2 kwartą, 3 i 4 kwartą, oraz między dogrywkami[33],
- 15-minutowa przerwa między 2 i 3 kwartą[34].

### Boisko do koszykówki
Elementy boiska:
- back court
- kosz
- koło
- koło środkowe
- linia rzutów za 3 punkty
- linia środkowa boiska
- linia wprowadzenia
- obszar ograniczony
- półkole podkoszowe
- półkole rzutów wolnych
- strefa ławek drużyn

Wyposażenie:
- konstrukcja do koszykówki
- obręcz kosza
- obręcz uchylna
- piłka do koszykówki
- protokół meczu FIBA
- stolik sędziowski

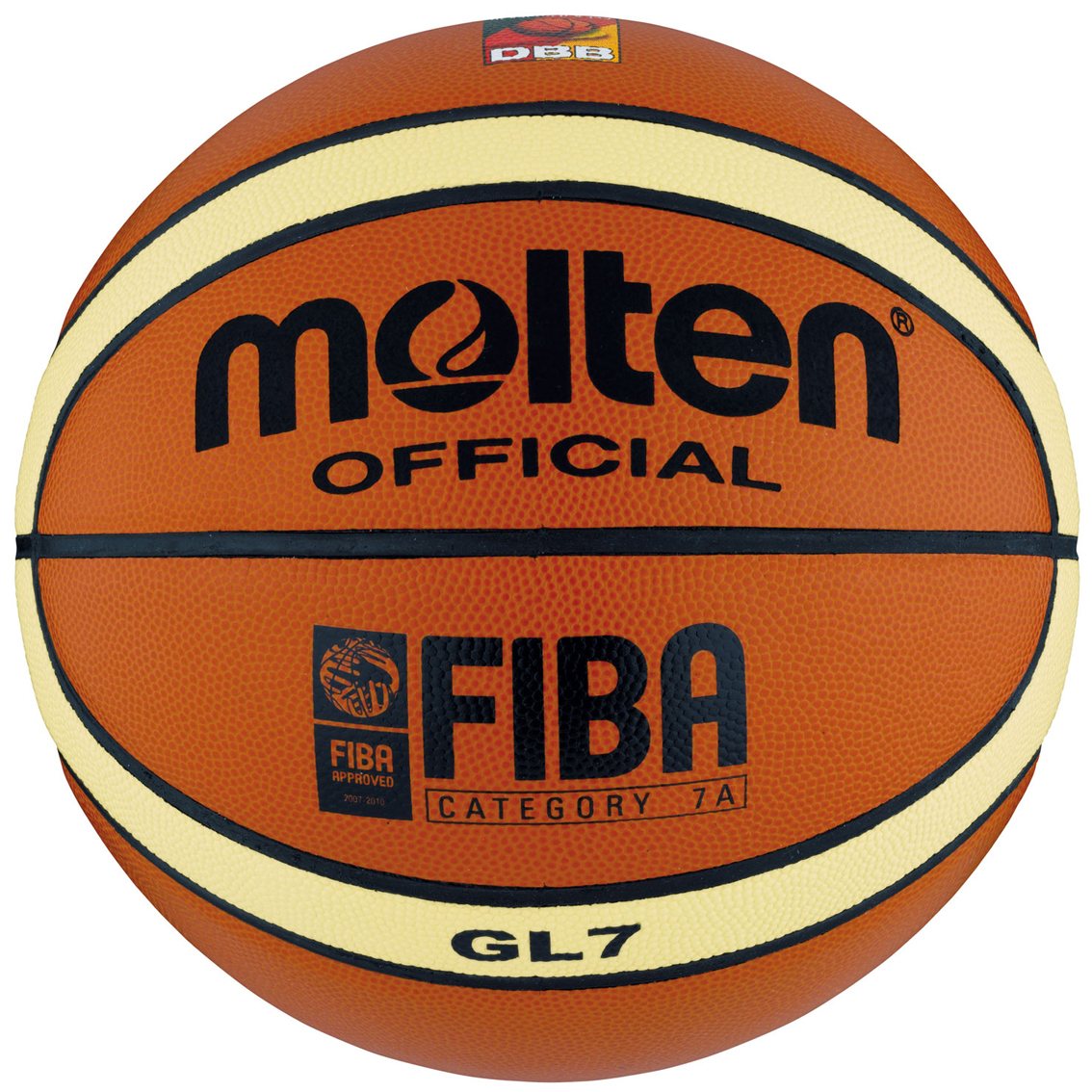
Typowa piłka do koszykówki

- strzałka naprzemiennego posiadania piłki
- tablica
- tablica wyników
- wskaźnik fauli drużyny
- wskaźniki fauli zawodnika
- zegar czasu gry

### Drużyna
Drużyna składa się z:
- co najwyżej 12 zawodników,
- trenera i asystenta trenera,
- co najwyżej 7 osób towarzyszących[35]

W trakcie meczu członek drużyny może być:
- zawodnikiem,
- zmiennikiem,
- zawodnikiem wykluczonym[36].

Podczas przerwy meczu wszyscy członkowie drużyny traktowani są jak zawodnicy.
Dopuszczalne numery strojów to 0, 00 oraz liczby od 1 do 99

### Kontuzja
W przypadku kontuzji zawodnika sędziowie mogą przerwać grę, lecz gdy piłka jest żywa, nie powinni tego robić, chyba że konieczne jest ochronienie kontuzjowanego zawodnika. Lekarz może wejść na boisko bez pozwolenia sędziego, jeśli uzna, że zawodnik wymaga natychmiastowej pomocy medycznej.

### Kapitan
Kapitan jest zawodnikiem wyznaczonym przez trenera do reprezentowania swojej drużyny. Ma prawo zwracać się do sędziów, gdy piłka jest martwa, a zegar gry jest zatrzymany. W ciągu 15 minut po zakończeniu meczu, ma prawo zgłosić protest.

### Trener

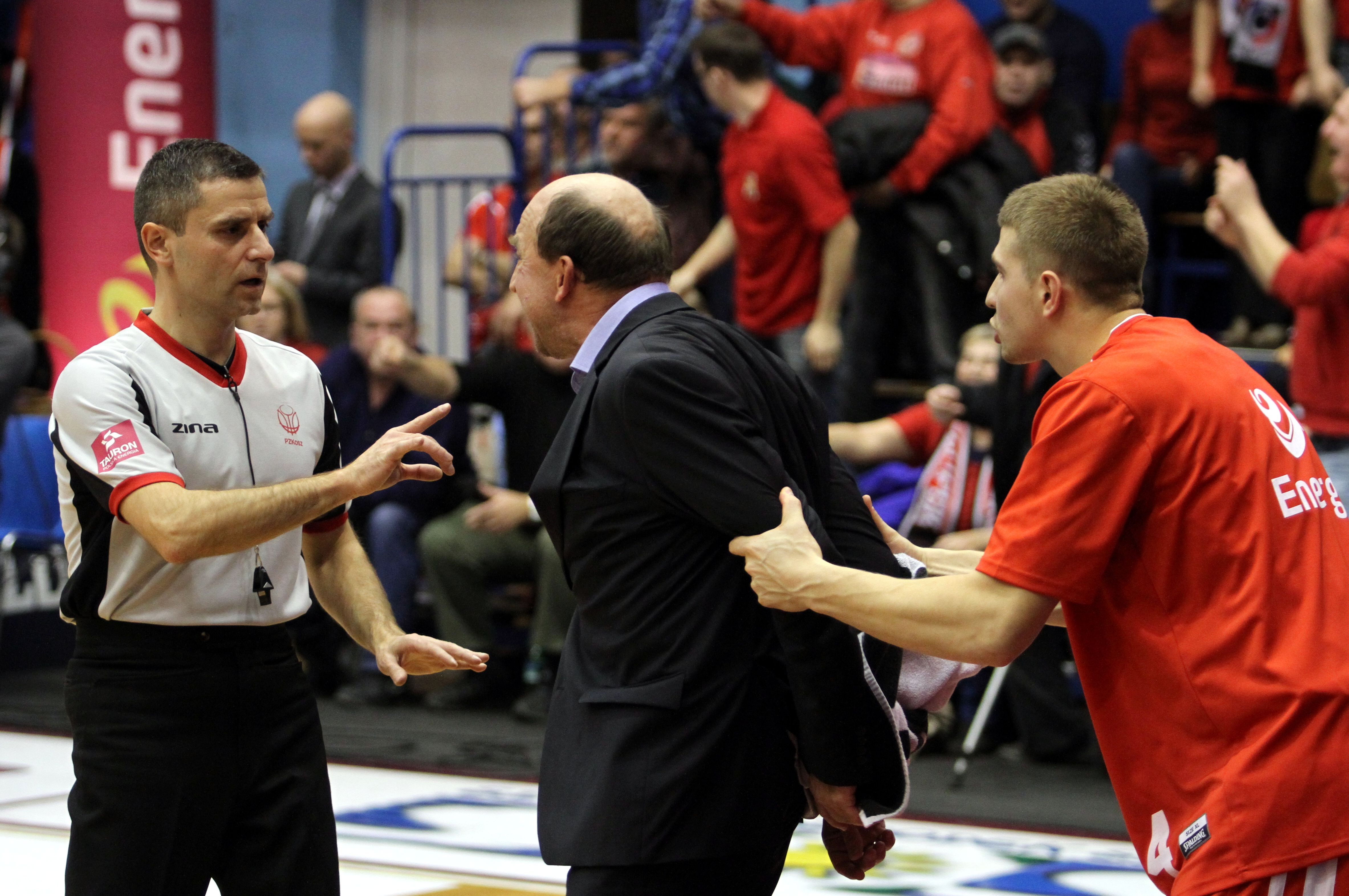
Trener zwracający się do sędziego

Trener ma prawo kontaktować się z sędziami, podczas meczu może pozostawać w pozycji stojącej (o ile asystent trenera nie stoi, ponieważ nie mogą obaj stać jednocześnie), ma także wiele obowiązków przedmeczowych, jak np. podanie co najmniej 40 minut przed meczem nazwisk wszystkich zawodników grających w tym meczu.

### Sytuacja piłki
Piłka staje się żywa, gdy:
- podczas rzutu sędziowskiego opuszcza ręce sędziego,
- zawodnik wykonujący rzuty wolne ma ją w dyspozycji,
- zawodnik wprowadzający piłkę z autu ma ją w dyspozycji[47].

Piłka staje się martwa, gdy:
- nastąpił celny rzut do kosza z gry lub z rzutu wolnego
- sędzia zagwiżdże, gdy piłka jest żywa
- piłka nie wpadnie do kosza podczas rzutu wolnego, po którym następuje:
  - kolejny rzut wolny
  - następna kara (rzut wolny lub posiadanie piłki)
- zabrzmi sygnał zegara czasu gry lub zegara 24 sekund
- podczas lotu do kosza po rzucie z gry, gdy piłka zostaje dotknięta przez zawodnika jednej z drużyn po tym, jak sędzia zagwizdał, lub zabrzmiał sygnał zegara czasu gry lub zegara 24 sekund[48]

### Umiejscowienie zawodnika
Umiejscowienie zawodnika na boisku określa się poprzez miejsce jego ostatniego kontaktu z podłogą. Dotyczy to np. linii ograniczających boisko, rzutów za 3 punkty, rzutów wolnych, półkoli bez szarży itp.

### Rzut sędziowski

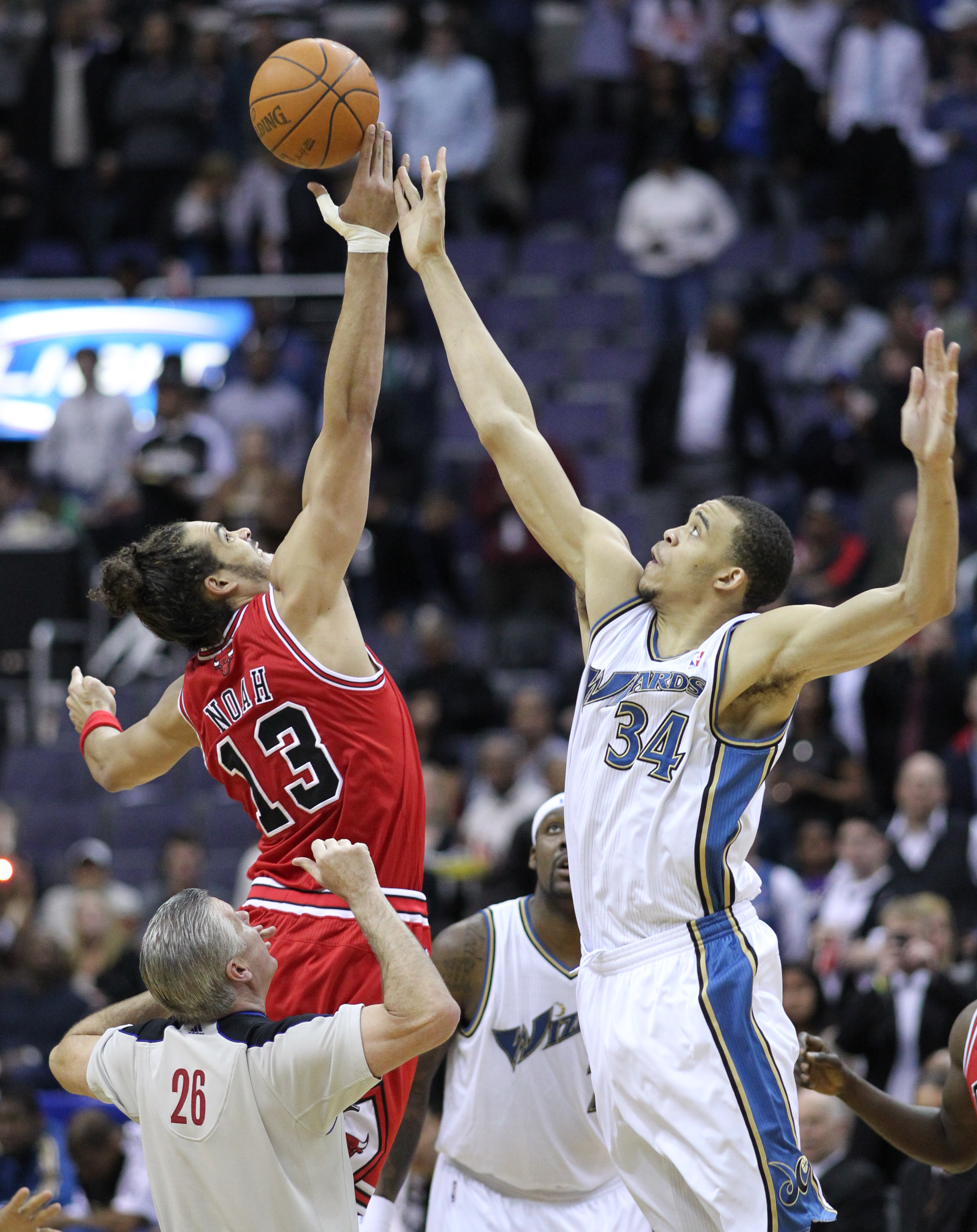
Rzut sędziowski

Rzut sędziowski to sytuacja, w której sędzia podrzuca piłkę w kole środkowym boiska, pomiędzy dwoma zawodnikami, na rozpoczęcie pierwszej kwarty meczu. Piłka musi zostać zbita przez co najmniej jednego z zawodników po tym, jak osiągnie najwyższy punkt wznoszenia. Żaden ze skaczących zawodników nie może jej dotknąć więcej niż dwa razy lub chwycić.

#### Sytuacje rzutu sędziowskiego
Sytuacja rzutu sędziowskiego następuje, gdy:
- obie drużyny popełnią błąd podczas ostatniego rzutu wolnego
- sędziowie mają wątpliwości, która drużyna jako ostatnia dotknęła piłki, w sytuacji wybicia jej na aut
- piłka jest przetrzymana
- piłka utknie na koszu
- żadna z drużyn nie ma prawa do posiadania piłki, gdy piłka staje się martwa
- w wyniku sytuacji specjalnej po skasowaniu kar, gdy przed popełnieniem pierwszego naruszenia przepisów żadna z drużyn nie posiadała piłki ani nie miała prawa do jej posiadania
- rozpoczyna się kolejna kwarta (oprócz pierwszej)[53].

#### Zasada naprzemiennego posiadania piłki w sytuacjach rzutu sędziowskiego

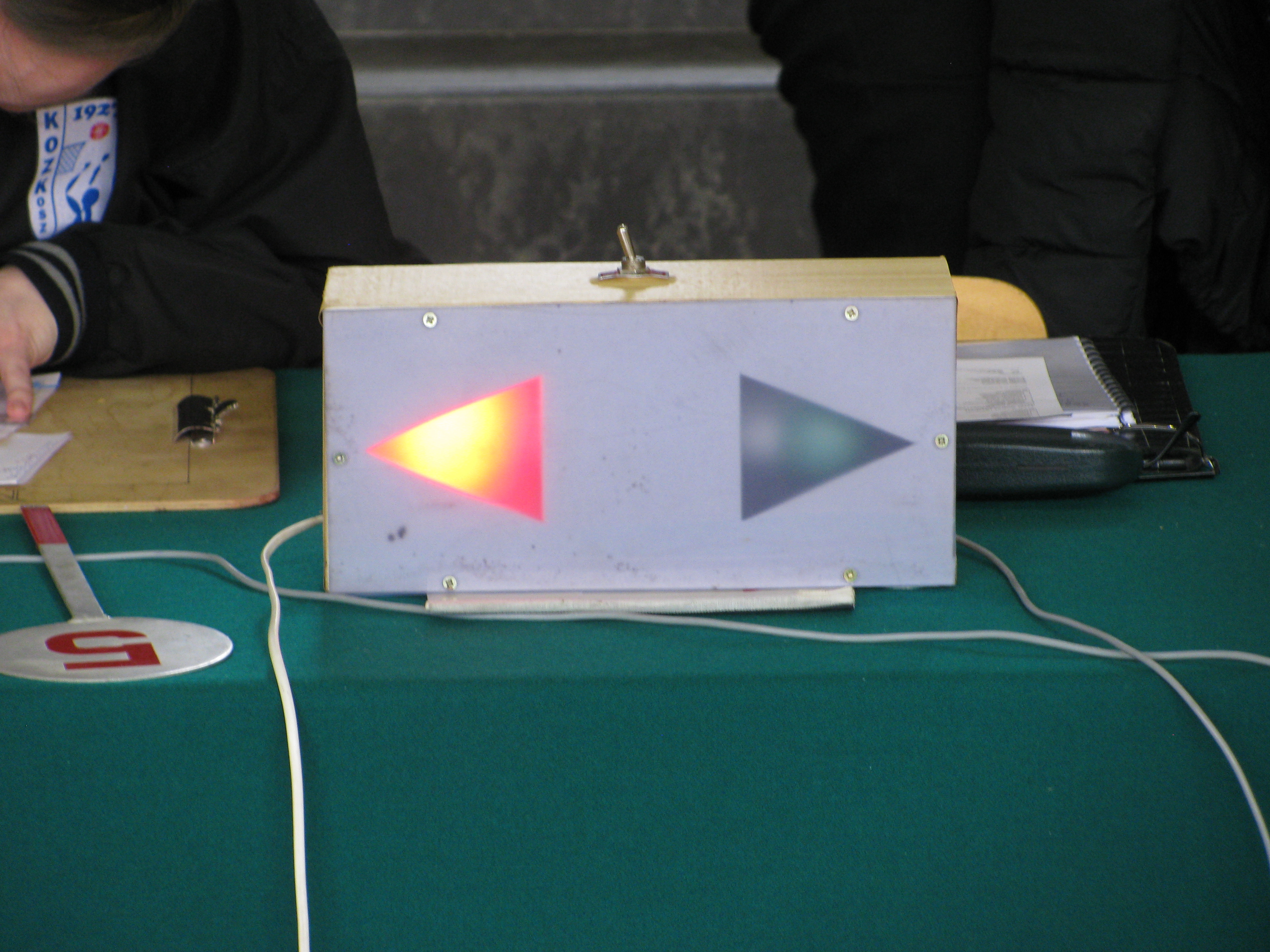
Strzałka naprzemiennego posiadania piłki

Od 2004 roku w sytuacjach rzutu sędziowskiego, nie wykonuje się już rzutu sędziowskiego, lecz stosuje się procedurę naprzemiennego posiadania piłki.

### Gra piłką
Podczas meczu do gry piłką używa się rąk.
Piłkę wolno:
- podawać,
- rzucać,
- zbijać,
- toczyć,
- kozłować[55].

Piłki nie wolno:
- umyślnie kopać nogą,
- uderzać pięścią,
- biegać z nią[56].

Nieumyślny kontakt piłki z nogą nie jest błędem.

### Kosz

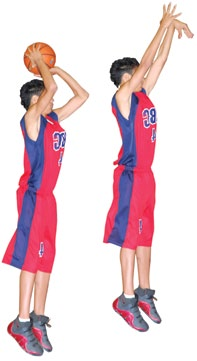
Technika rzutu z wyskoku

Kosz jest zdobyty, gdy żywa piłka wpada do kosza od góry i zostaje w nim, lub całkowicie przez niego przechodzi.
Za 1 rzut można zdobyć:
- 1 punkt (gdy jest to rzut wolny),
- 2 punkty (gdy jest to rzut sprzed linii rzutów za 3 punkty),
- 3 punkty (gdy jest to rzut zza linii rzutów za 3 punkty)[58].

Nieumyślny rzut do własnego kosza powoduje przypisanie 2 punktów kapitanowi drużyny przeciwnej. Umyślny rzut do własnego kosza jest błędem i kosz nie zostaje zaliczony. Przerzucenie piłki przez obręcz kosza od dołu jest błędem.
Istnieją także specyficzne rodzaju rzutów z gry, jak np. dobitka lub wsad.

### Wprowadzenie piłki
Wprowadzenie piłki to sytuacja, w której zawodnik poza boiskiem, podaje piłkę na boisko.
Zawodnik wprowadzający piłkę nie może:
- trzymać piłki w rękach dłużej niż 5 sekund,
- wejść na boisko, trzymając piłkę w rękach,
- podać piłkę na obszar poza boiskiem,
- dotknąć piłki na boisku, nim dotknęła ona jakiegokolwiek innego zawodnika,
- spowodować, aby piłka wpadła bezpośrednio do kosza,
- przemieścić się o więcej niż 1 metr prostopadle do linii autu[64].

Podczas wprowadzania piłki, żaden inny zawodnik nie może:
- mieć jakiejkolwiek części ciała nad linią autu,
- być bliżej niż w odległości 1 metra od zawodnika wprowadzającego piłkę, chyba że odległość między linią autu a najbliższą przeszkodą za boiskiem jest nie mniejsza niż 2 metry[65].

### Przerwa na żądanie

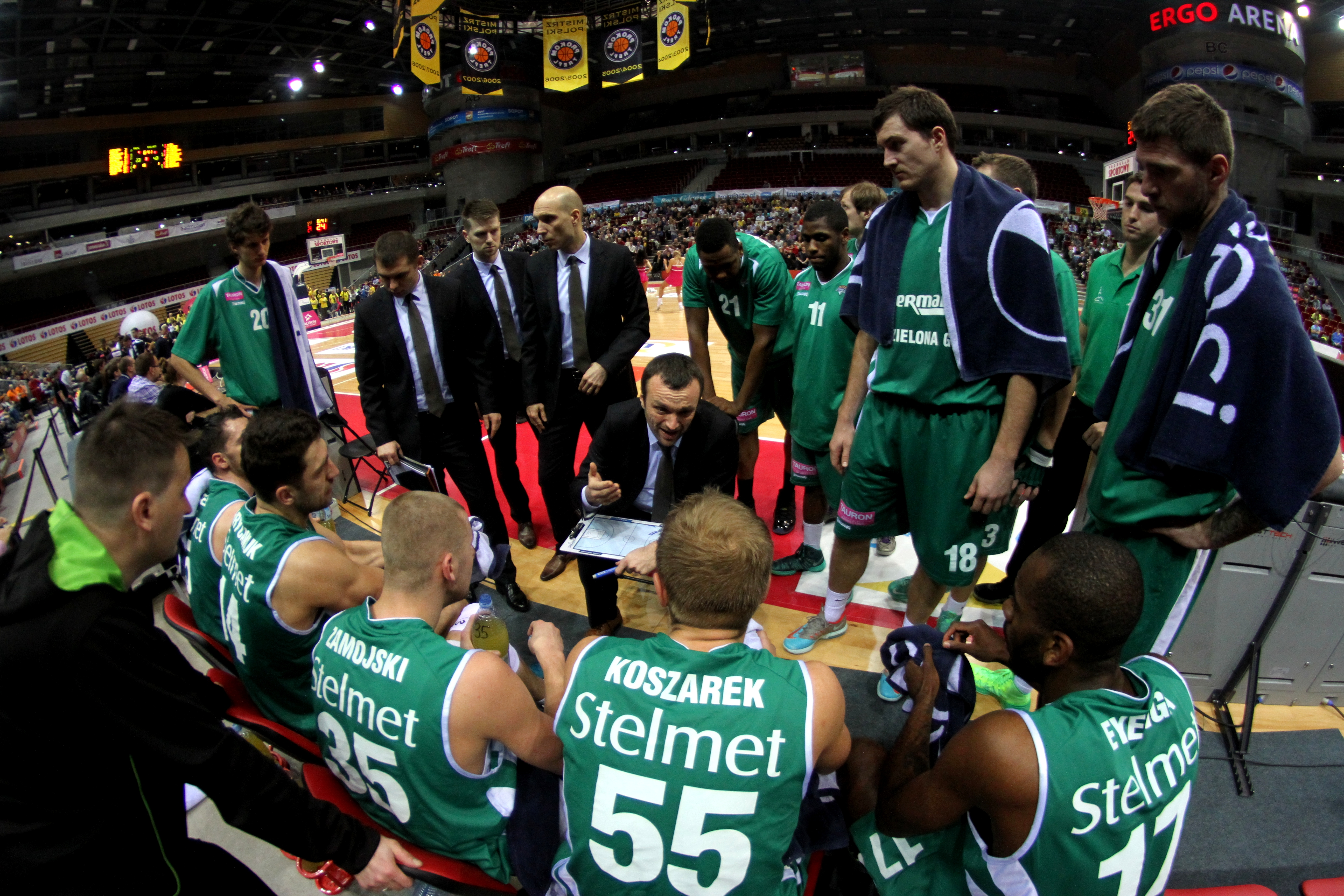
Drużyna podczas przerwy na żądanie

Przerwa na żądanie jest przerwą w grze, przyznawaną na prośbę trenera lub jego asystenta, trwająca 1 minutę, przyznawana w trakcie możliwości przyznania przerwy na żądanie, tzn. gdy:
- piłka staje się martwa, zegar czasu gry jest zatrzymany, a sędzia zakończył sygnalizację do stolika sędziowskiego,
- piłka staje się martwa po ostatnim rzucie wolnym,
- gdy następuje celny rzut (w tej ostatniej sytuacji przerwę można przyznać wyłącznie drużynie przeciwnej)[69].

Przerw na żądanie można przyznać jednej drużynie:
- dwie w pierwszej połowie meczu,
- trzy w drugiej połowie meczu (lecz nie więcej niż 2 w ostatnich 2 minutach meczu),
- jedną na każdą dogrywkę[70].

Niewykorzystane przerwy nie przenoszą się na inne części meczu.

### Zmiana
Zmiana jest przerwą w grze orzeczoną na prośbę zmiennika, by ten mógł stać się zawodnikiem. Zmiany można dokonać, gdy:
- piłka staje się martwa, zegar czasu gry jest zatrzymany, a sędzia zakończył sygnalizację do stolika sędziowskiego,
- piłka staje się martwa po ostatnim rzucie wolnym,
- w każdej kwarcie lub każdej dogrywce, w ostatnich 2 minutach, gdy następuje celny rzut (w tej ostatniej sytuacji przerwę można przyznać wyłącznie drużynie przeciwnej)[73].

Zmianę zgłasza sam zawodnik, podchodząc do stolika sędziowskiego i prosząc o zmianę. Prośba ta nie może już być wycofana. Zmiennik musi zostać poza boiskiem, do momentu, gdy sędzia da sygnał zmiany i przywoła go na boisko. Zawodnik, który schodzi z boiska, może od razu udać się do strefy ławki drużyny.

### Mecz przegrany walkowerem
Drużyna przegrywa walkowerem, gdy:
- 15 minut po godzinie rozpoczęcia meczu nie będzie co najmniej 5 zawodników gotowych do gry,
- swoim postępowaniem uniemożliwia rozpoczęcie meczu,
- odmawia gry[78].

Drużyna przegrywająca walkowerem, otrzymuje 0 punktów w klasyfikacji.

### Mecz przegrany wskutek braku zawodników
Drużyna przegrywa wskutek braku zawodników, jeżeli podczas meczu ma na boisku mniej niż dwóch zawodników gotowych do gry. Drużyna przegrywająca wskutek braku zawodników, otrzymuje 1 punkt w klasyfikacji

### Aut
Piłka jest poza boiskiem, gdy:
- dotyka zawodnika będącego poza boiskiem,
- dotyka podłogi lub obiektu poza granicami boiska,
- dotyka konstrukcji podtrzymującej tablice lub tyłu tablic,
- dotyka jakiegokolwiek obiektu ponad boiskiem[82].

Za wyjście piłki poza boisko odpowiada zawodnik, który dotknął piłki jako ostatni. Błąd ten jest karany przyznaniem piłki do wprowadzenia przez drużynę przeciwną.

### Kozłowanie
Kozłowanie to przemieszczanie żywej piłki przez zawodnika ją posiadającego, poprzez odbijanie od podłogi, toczenie po podłodze lub celowe rzucenie o tablicę. Gdy piłka nie ma kontaktu z ręką zawodnika, może on wykonać dowolnie wiele kroków.

### Błąd podwójnego kozłowania
Zawodnikowi nie wolno ponowić kozłowania, po jego zakończeniu.

### Błąd kroków
Błąd kroków polega na nielegalnym poruszaniu stopy w czasie posiadania żywej piłki na boisku.

### Błąd 3 sekund
Zawodnik nie może przebywać w obszarze ograniczonym dłużej niż 3 sekundy, gdy jego drużyna posiada żywą piłkę na polu ataku, a zegar czasu gry jest włączony.

### Błąd 5 sekund
Zawodnik dokładnie kryty ma 5 sekund, by podać, rzucić lub rozpocząć kozłowanie.

### Błąd 8 sekund
Drużyna posiadająca piłkę ma 8 sekund na przeprowadzenie piłki z pola obrony na pole ataku. Pomiar czasu 8 sekund ma być kontynuowany od miejsca w którym został przerwany, jeżeli ta sama drużyna będzie wprowadzać piłkę na polu obrony z powodu:
- autu,
- kontuzji zawodnika tej drużyny,
- sytuacji rzutu sędziowskiego,
- faulu obustronnego,
- skasowania równych kar przeciwko obu drużynom[92].

### Błąd 24 sekund
Drużyna posiadająca żywą piłkę na boisku, ma 24 sekundy na wykonanie próby rzutu do kosza z gry.
Zegar czasu gry, w różnych sytuacjach, może być ustawiany na 24 sekundy, lub na 14 sekund, w zależności od bardzo szczegółowych przepisów regulujących te sytuacje.

### Błąd powrotu piłki na pole obrony
Drużyna posiadająca żywą piłkę na polu ataku, nie może spowodować jej powrotu na pole obrony.

### Faule

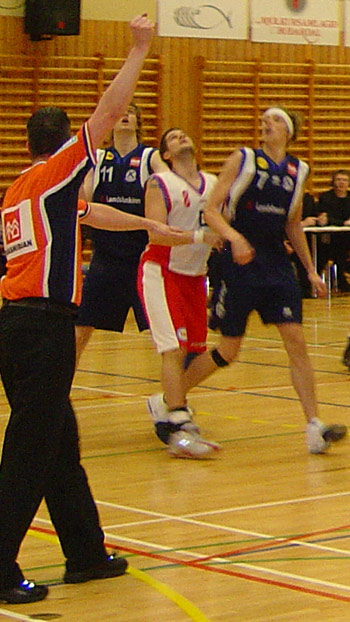
Sygnalizowanie faulu osobistego

Faul jest naruszeniem przepisów związanym z nielegalnym zetknięciem z przeciwnikiem lub niesportowym zachowaniem.
Wyróżnia się:
- faul osobisty[97],
- faul obustronny[98],
- faul techniczny[99],
- faul niesportowy[100],
- faul dyskwalifikujący[101],
- bójka[102].

### Pięć fauli zawodnika
Zawodnik popełniający swój piąty faul, opuszcza boisko.

### Pięć fauli drużyny
Drużyna, która w ciągu danej kwarty popełniła pięć fauli, podczas tej kwarty będzie karana rzutami wolnymi dla przeciwników, po każdym faulu tej drużyny.

### Obrona
- krycie indywidualne
- legalna pozycja obronna
- obrona strefowa
- zasada cylindra
- zasada pionowości
- zawodnik dokładnie kryty

### Rzuty wolne

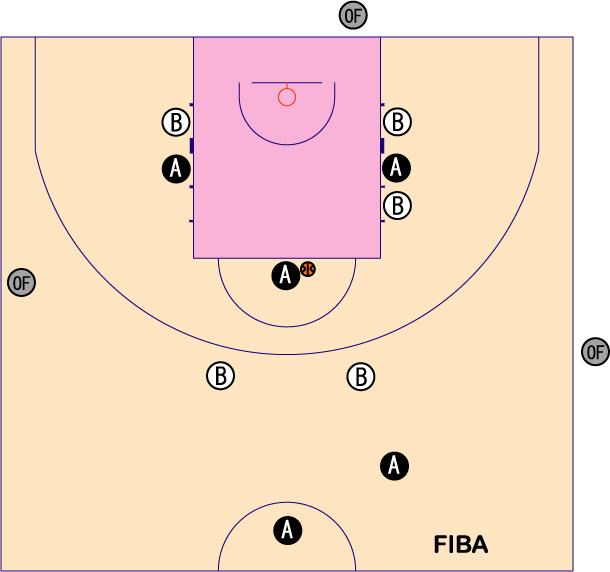
Prawidłowe ustawienie zawodników podczas rzutów wolnych

Rzut wolny jest okazją daną zawodnikowi do zdobycia jednego punktu zza linii rzutów wolnych, wewnątrz półkola rzutów wolnych, bez przeszkód ze strony przeciwnika.
Zawodnik wykonujący rzut wolny ma na to 5 sekund, nie może przekroczyć linii rzutów wolnych, dopóki piłka nie dotknie obręczy, ani nie może wykonywać ruchów pozorujących wykonywanie rzutu.

### Sędziowie
Sędziami są sędzia główny, jeden lub dwóch sędziów pomocniczych, komisarz (niewymagane) oraz sędziowie stolikowi: sekretarz, asystent sekretarza, mierzący czas gry i mierzący czas akcji.

### Inne zasady
Zobacz też:
- blokowanie
- boisko
- grający trener
- ingerencja w lot piłki
- nielegalne dotykanie piłki
- obrót
- osoba towarzysząca

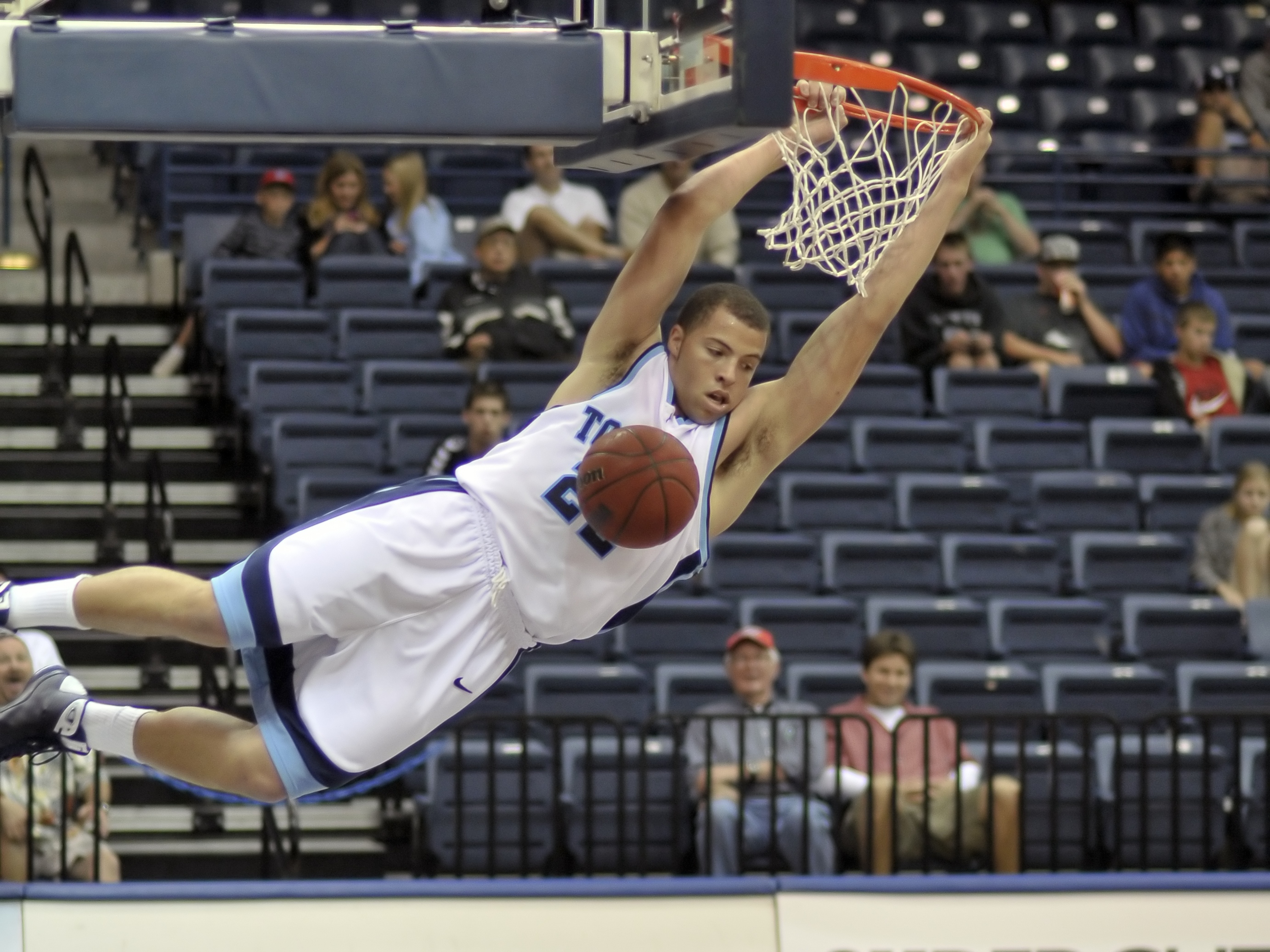
Obręcz uchylna kosza

- oznaczenia poziome na boisku do koszykówki
- piłka przetrzymana
- poprawa chwytu piłki
- posiadanie piłki
- półkole podkoszowe
- protest
- protokół meczu FIBA
- sytuacje specjalne
- szarżowanie
- udawanie faulu
- uprawnienie do gry
- wyskok
- zasłona
- zawodnik dokładnie kryty
- zbiórka
- zmiana boisk
- zmiennik
- związek sędziów z meczem

## Pozycje koszykarskie
Istnieje 5 głównych pozycji koszykarskich.

### Rozgrywający

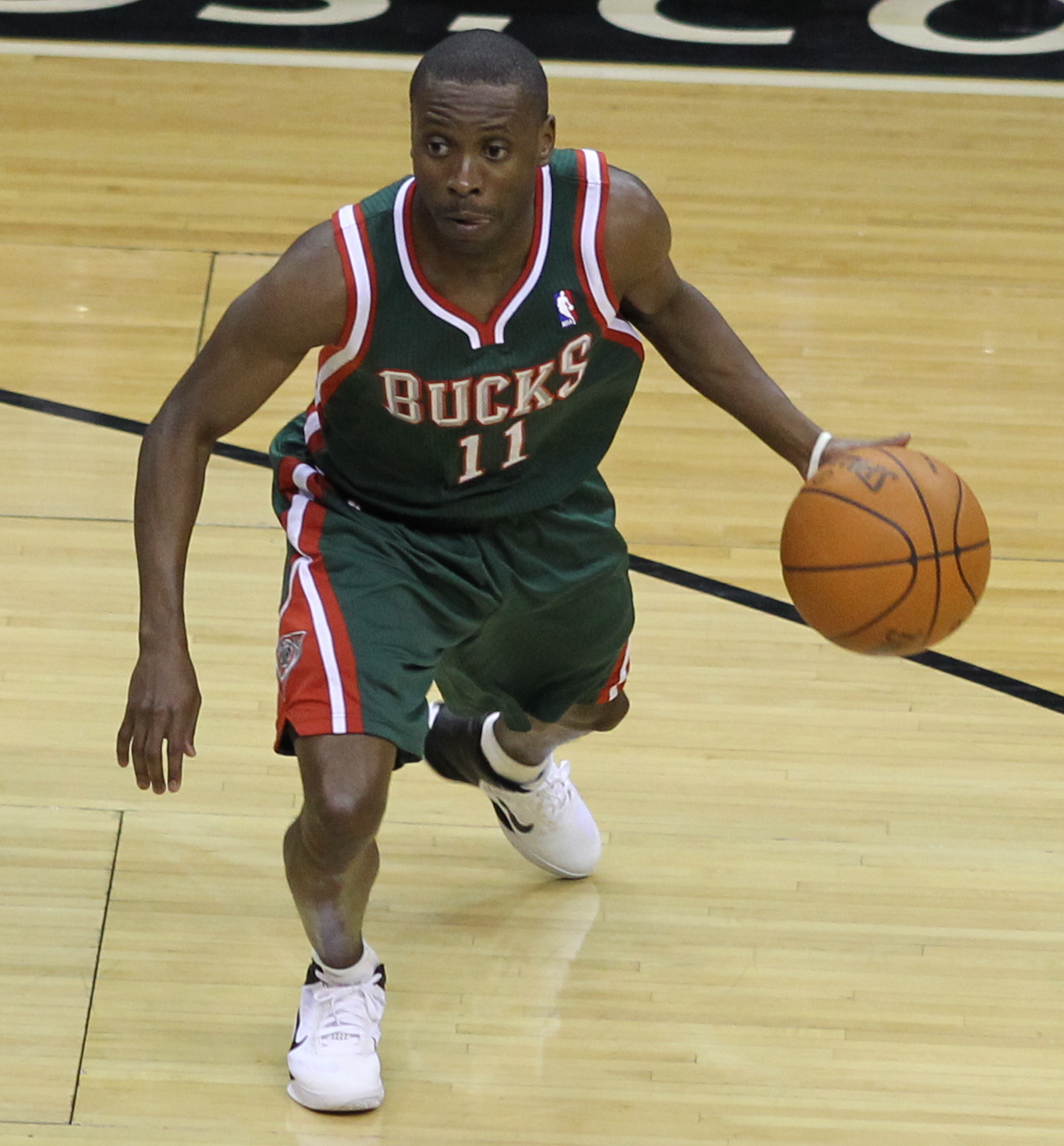
Rozgrywający kontrolujący piłkę

Rozgrywający – point guard (PG), tzw. „1” – jego zadaniem jest przemieszczanie piłki w głąb boiska oraz decydowanie, jakie zagrania ma wykonać drużyna. Jest to najczęściej najniższy zawodnik w zespole oraz najszybszy. Powinien mieć najwyższe umiejętności w kozłowaniu, podawaniu oraz trzymaniu piłki. Spośród wszystkich zawodników ma najdłuższy kontakt z piłką podczas meczu. Odpowiada razem z rzucającym obrońcą za przeprowadzenie piłki przez własną połowę boiska oraz zainicjowanie stałego fragmentu gry. Zazwyczaj nie są tak celni w rzutach, jak rzucający obrońcy. Skupiają się bardziej na taktycznym rozplanowaniu gry, kontrolowaniu sytuacji na całym boisku, koordynowaniu ruchów zawodników swojej drużyny, zlecaniu zadań poszczególnym zawodnikom. Musi mieć umiejętność rozpoznawania taktyk obronnych stosowanych przez przeciwnika i sprytnego stosowania odpowiedniej taktyki ataku dopasowanej do danego stylu bronienia. Jego kluczową umiejętnością jest szybkie, sprytne myślenie na boisku.
W obronie jego główną rolą jest rozpraszanie i przeszkadzanie rozgrywającemu z drużyny przeciwnej. Robi to poprzez agresywną i mądrą obronę na całym boisku. Jego mocną stroną w obronie są przechwyty piłki.
Rozgrywający często jest liderem drużyny, prawą ręką trenera.
Znani rozgrywający: Chris Paul, Magic Johnson, Stephen Curry, John Stockton, a w Polsce – Łukasz Koszarek.

### Rzucający obrońca

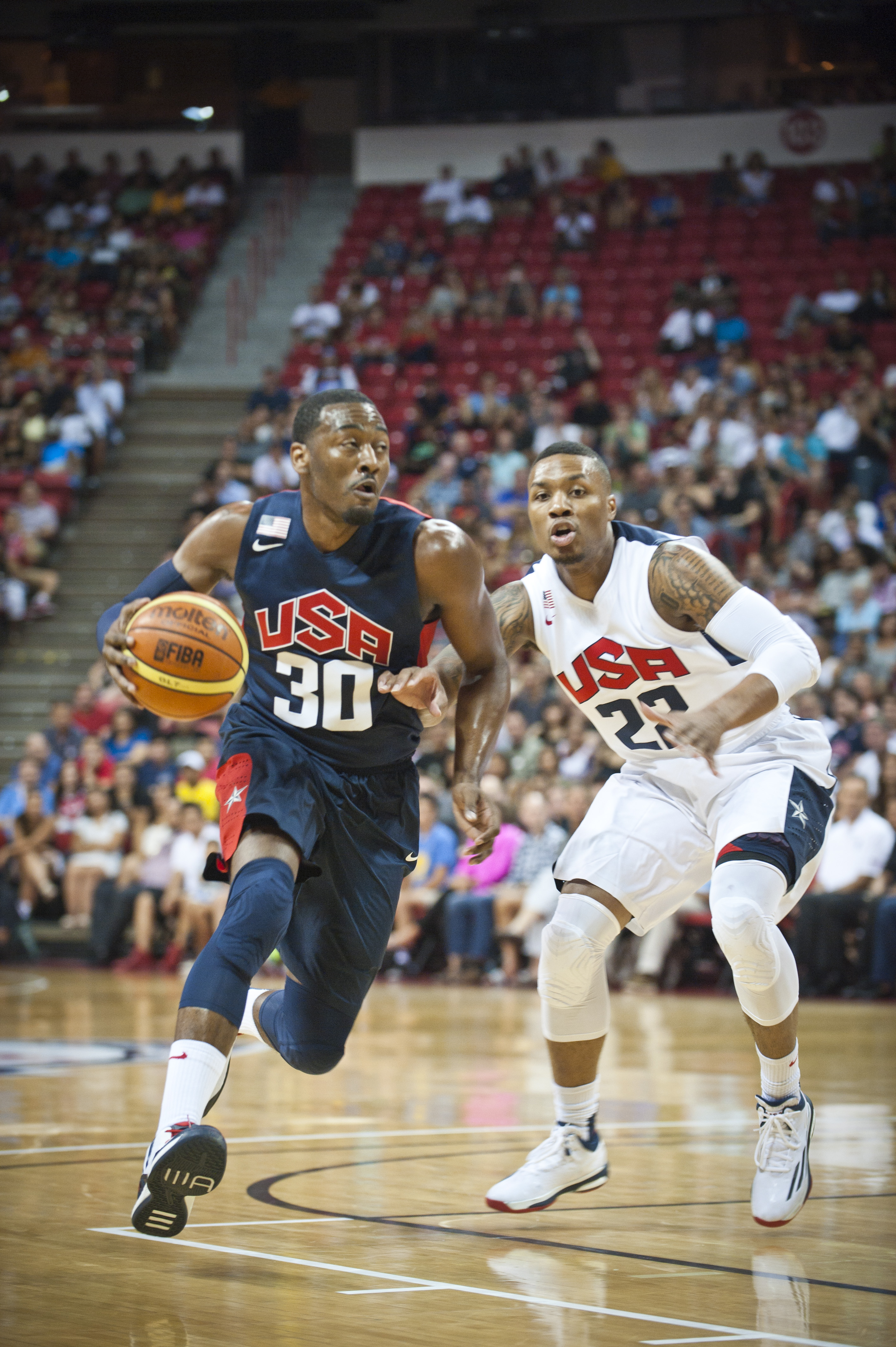
Rzucający obrońca mijający przeciwnika

Rzucający obrońca – shooting guard (SG), tzw. „2” – od tego zawodnika wymagana jest wysoka umiejętność zdobywania wielu punktów, głównie rzutami z dystansu. Często zdobywają najwięcej punktów podczas meczu, zwłaszcza rzutów za trzy punkty. Rzucający obrońca powinien być bardzo dobry w szybkim, sprawnym kozłowaniu oraz precyzyjnych, szybkich podaniach. Odpowiada razem z rozgrywającym za przeprowadzenie piłki przez własną połowę boiska oraz zainicjowanie stałego fragmentu gry. Musi umieć zastąpić rozgrywającego, gdy zajdzie taka potrzeba. Ze względu na swoją zwinność jest zawodnikiem trudnym do krycia. Jest jednym z najniższych zawodników w drużynie. W obronie jego mocnymi stronami są: szybkość, umiejętność zwinnego unikania zasłon od przeciwników oraz wykonywanie przechwytów piłki. Powinien być bardzo dobrym obrońcą.
Znani rzucający obrońcy: Michael Jordan, James Harden, Kobe Bryant, Reggie Miller, a w Polsce – Andrzej Pluta.

### Niski skrzydłowy

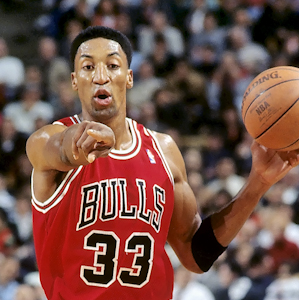
Niski skrzydłowy ustawiający zawodników do wybranego przez siebie ataku pozycyjnego

Niski skrzydłowy – small forward (SF), tzw. „3” – od niego wymagana jest największa wszechstronność – pomimo nie największego wzrostu, ma sprawdzać się zarówno w ataku (zdobywać punkty z dystansu, rozpoczynać zagrywki), jak i bardzo skutecznie grać w obronie. W ataku musi mieć umiejętność gry zarówno z daleka od kosza, jak również pod koszem. Powinien mieć zarówno umiejętności typowe dla graczy niskich, jak i te typowe dla graczy wysokich. Musi być na tyle agresywny i silny, by poradzić sobie blisko kosza, oraz na tyle zwinny i szybki, by poradzić sobie za linią rzutów za 3 punkty. Do jego obowiązków należy przede wszystkim zdobywanie punktów oraz zbieranie piłek z kosza.
Znani niscy skrzydłowi: LeBron James, Scottie Pippen, Kevin Durant, Larry Bird, a w Polsce – Adam Waczyński oraz Mateusz Ponitka.

### Silny skrzydłowy
Silny skrzydłowy – power forward (PF), tzw. „4” – ci zawodnicy spędzają dużą część meczu blisko kosza, prezentując siłowy styl gry i specjalizują się w obronie podkoszowej i zbiórkach. Ich rola jest bardzo podobna do roli środkowych. Często są prawie tak wysocy i tak silni jak centrzy, lecz są zdecydowanie szybsi od nich. Rzucają także z większego dystansu niż centrzy – zazwyczaj są to rzuty z półdystansu. W dawnych latach, silni skrzydłowi rzucali tylko spod kosza, tak jak centrzy. We współczesnej grze, często są dobrzy także w rzutach za 3 punkty. Nadal jednak większość wykonywanych przez nich rzutów, to rzuty za 2 punkty.
W obronie przede wszystkim mają bronić kosza oraz skupiać się na zbiórkach. Podczas zbiórek blokują przeciwników i walczą z nimi w bezpośrednich starciach fizycznych. Często również stosują zasłony.
Znani silni skrzydłowi: Tim Duncan, Dennis Rodman, Karl Malone, Kevin Love, Blake Griffin, Anthony Davis, a w Polsce – Maciej Lampe oraz Damian Kulig.

### Środkowy

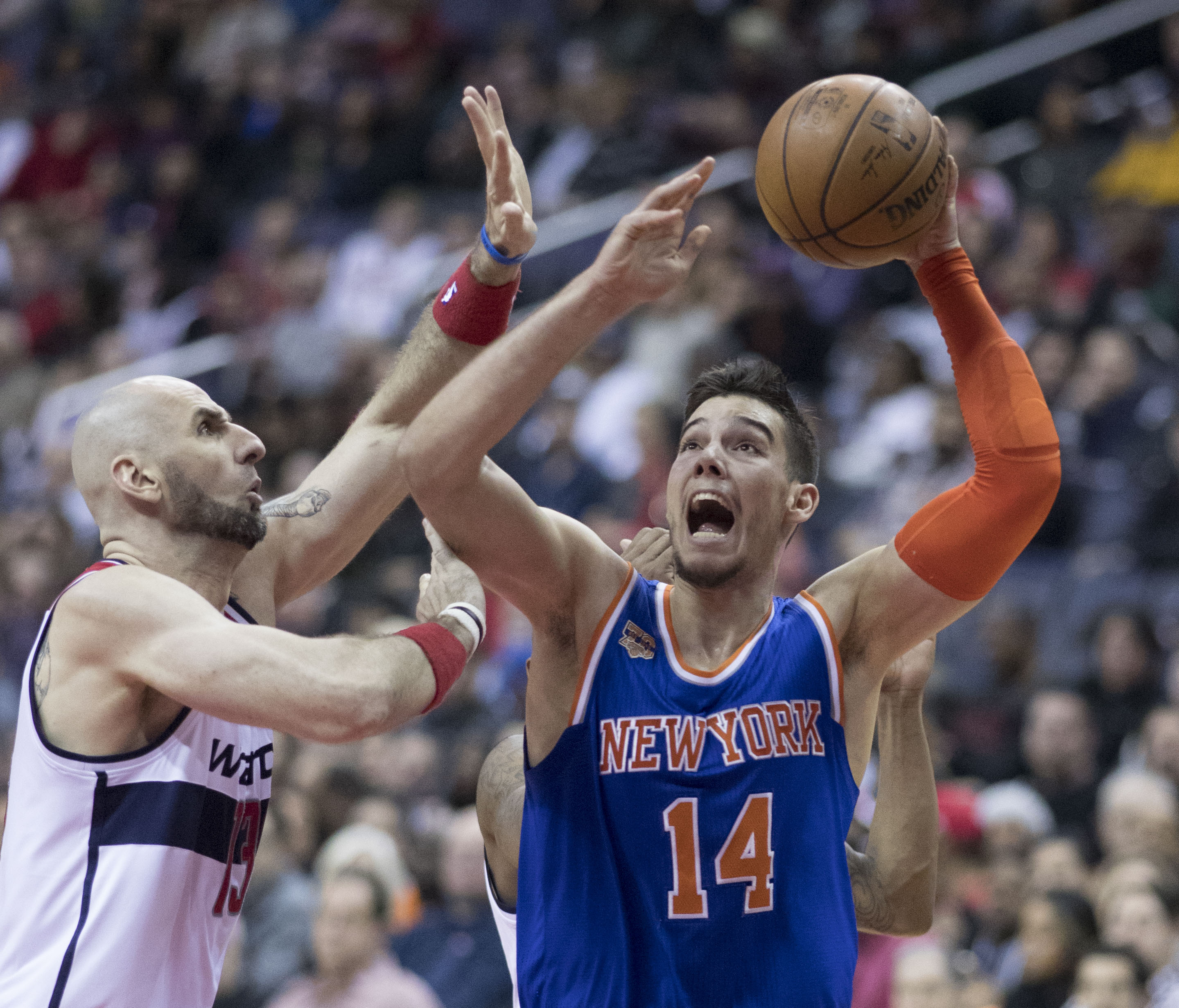
Walczący o piłkę centrzy

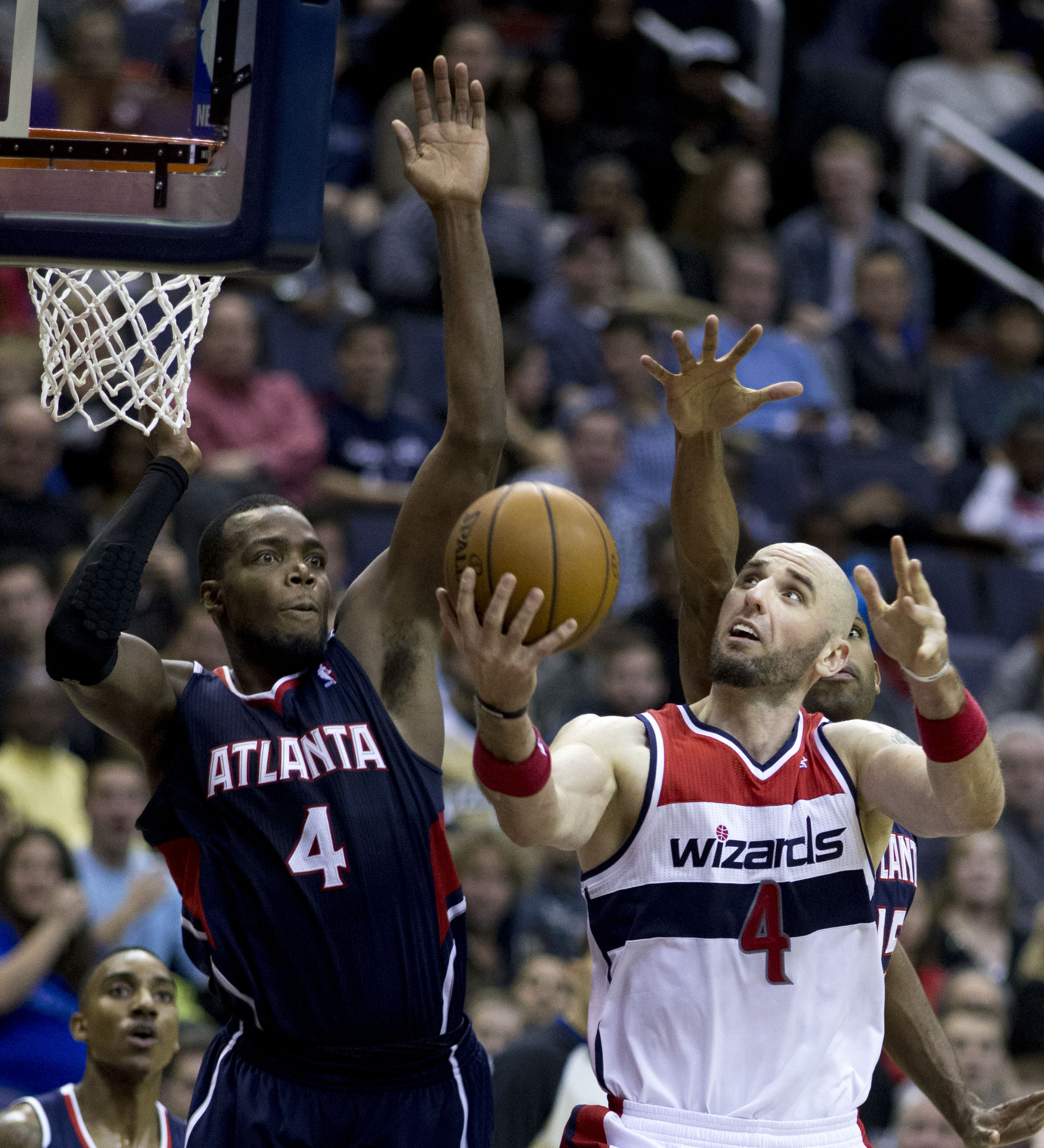
Walczący pod koszem zawodnicy, w tym atakujący center Marcin Gortat

Środkowy – center (C), tzw. „5” – jego głównym zadaniem jest zdobywanie punktów spod kosza, zbieranie piłek z tablicy i blokowanie rzutów przeciwników. Gra głównie pod koszem. Centrami zostają najwyżsi i najsilniejsi gracze w drużynie. Raczej nie wykonuje rzutów z półdystansu, ani tym bardziej rzutów za 3 punkty. Bardzo często wykonują dobitki. Jego bardzo ważną rolą jest zatrzymywanie swym ciałem rozpędzonych przeciwników, poprzez stawianie bardzo silnych zasłon.
W obronie, główną rolą środkowego, jest bronienie kosza, blokowanie przeciwników, blokowanie rzutów oraz wykonywanie zbiórek po niecelnych rzutach przeciwników.
Znani centrzy: Shaquille O’Neal, Joel Embiid, Wilt Chamberlain, Bill Russell. Znanym na świecie Polakiem grającym na pozycji środkowego jest Marcin Gortat. W Polsce znanym koszykarzem na tej pozycji jest też Przemysław Karnowski.

## Popularność koszykówki
Na świecie zarejestrowanych jest obecnie ok. 400 milionów koszykarzy.
Koszykówka jest bardzo popularna w USA. W każdym amerykańskim mieście znajdują się większe lub mniejsze boiska do koszykówki. Popularne w USA są nie tylko drużyny zawodowe, ale także amatorskie – znaczenie mają również uniwersyteckie drużyny koszykówki, a media poświęcają im tyle samo uwagi, co drużynom zawodowym. Dla Amerykanów sport jest wyrazem narodowej dumy oraz lokalnego patriotyzmu, a koszykówka dla młodych Afroamerykanów jest szansą na wydostanie się z getta.
Popularyzacji koszykówki na świecie przysłużyła się drużyna Harlem Globetrotters (założona w 1927 roku), która nie rozgrywa żadnych normalnych zawodów koszykówki (nie należy do żadnej ligi), lecz jeździ po całym świecie prezentując cyrkowo-humorystyczne widowiska akrobatyczne ubrane w formę meczu koszykówki.
Amerykańskim widowiskiem są także tzw. mecze gwiazd (odbywające się od 1951 roku), czyli rozgrywki, podczas których wykonuje się także różne konkursy, jak np. konkurs wsadów (od 1984) tudzież konkurs rzutów za trzy punkty (od 1986).
Przed II wojną światową koszykówka była popularna przede wszystkim w USA. Po II wojnie światowej znacznie wzrósł poziom jej popularności na całym świecie. W latach 80. ogromnie wzrosło zainteresowanie koszykówką za sprawą telewizji. Na podstawie statystyk dotyczących sprzedaży piłek do koszykówki oraz koszów, popularność koszykówki nie maleje, a wręcz się zwiększa.

## Minibasket
Minibasket to uproszczona odmiana koszykówki dostosowana do warunków fizycznych dzieci.
W pierwszych polskich przepisach do gry w minibasket (1968) podano następującą definicję tego sportu:

Mini-koszykówka jest grą opartą na prawdziwej grze w koszykówkę, lecz przystosowaną do dziecięcego wieku szkolnego. Ta gra – może być uprawiana do wieku najwyżej 12 lat.

Pierwsze reguły tej odmiany koszykówki stworzył Amerykanin Jay Archer w 1950 roku. Mini-koszykówka zaczęła się rozwijać już w latach sześćdziesiątych XX wieku. Sport ten nazwany został baby-basketball i nazwa ta została opatentowana. Potocznie często mówiło się o tym biddy basket ball, czyli koszykówka dla kurczaków. Gra ta szybko stała się popularna na całym świecie, w tym m.in. w Hiszpanii, Brazylii, Francji, Włoszech i Polsce.
Sport ten został w 1967 roku objęty patronatem FIBA i został nazwany minibasket, aby uniknąć płacenia tantiem. Z tego powodu również musiano dokonać nieznacznych zmian w przepisach gry. FIBA spopularyzowało minibasket na wszystkich kontynentach.
Zainteresowanie minibasketem w Polsce było bardzo duże. W grudniu 1967 Polski Związek Koszykówki podjął uchwałę wyznaczającą kierunki szkolenia najmłodszych koszykarzy. Przy PZKosz powołano specjalną Komisję ds. minibasketu. Zajmowała się ona opracowaniem przepisów gry (wydane w 1968), ustaleniem form organizacji grup szkoleniowych i sposobu prowadzenia zawodów. Dzięki minibasketowi podstawowe elementy gry w koszykówkę zostały wprowadzone do programu młodszych klas szkoły podstawowej.
Główne różnice w zasadach między koszykówką zwykłą, a mini-koszykówką polegają na dostosowaniu zasad do warunków fizycznych dzieci – np. kosz znajduje się na wysokości zaledwie 260 cm od podłogi, a piłka do gry ma 67–73 cm i wagę 450-500g. W przepisach minibasketu dopuszczalny jest również remis, jako pełnoprawny wynik końcowy meczu, co ma na celu eliminowanie u dzieci dążeń do zwycięstwa za wszelką cenę.
W 1975 roku w Anglii odbył się I Europejski Festiwal Mini-koszykówki. Polskę reprezentowała drużyna z Zielonej Góry. Polskie drużyny nawet przed 1975 rokiem rozgrywały międzynarodowe sparingi w minibaskecie.

## Różnice w zasadach gry w koszykówkę
Istnieje wiele różnic w zasadach gry oraz nawet w wyglądzie boisk do koszykówki. Są to np.:

### Wymiary boiska
|                                              | FIBA      | NBA                                        | WNBA      | NCAA                                                                  |
| -------------------------------------------- | --------- | ------------------------------------------ | --------- | --------------------------------------------------------------------- |
| Linia rzutów za 3 punkty (od środka obręczy) | 6,75 m    | 7,24 m (6,71 m przy linii końcowej boiska) | 6,25 m    | mężczyźni: 6,75 m (6,60 m przy linii końcowej boiska) kobiety: 6,32 m |
| Linia rzutów wolnych (od obręczy)            | 4,00 m    | 3,96 m (13 ft)                             | 3,96 m    | 3,96 m                                                                |
| Wymiary boiska                               | 28 × 15 m | 28,65 × 15,24 m                            | 28 × 15 m | 25,6 × 15,24 m                                                        |

| FIBA (od 2010)                                               | FIBA (przed 2010)                                          | NBA                             | NCAA                             |
| ------------------------------------------------------------ | ---------------------------------------------------------- | ------------------------------- | -------------------------------- |
|                                                              |                                                            |                                 |                                  |
| Boisko zgodne z przepisami FIBA obowiązującymi od 2010 roku. | Boisko zgodne z przepisami FIBA, sprzed zmian z roku 2010. | Boisko zgodne z przepisami NBA. | Boisko zgodne z przepisami NCAA. |

## Koszykówka na świecie

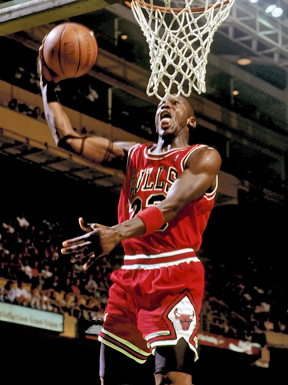
Michael Jordan uznawany za najlepszego koszykarza w historii gry

### Ligi koszykówki w wybranych państwach
| Państwo           | Ligi |
| ----------------- | --- |
| Stany Zjednoczone | - National Basketball Association (NBA) – mężczyźni - Women’s National Basketball Association (WNBA) – kobiety - National Collegiate Athletic Association (NCAA) – mężczyźni i kobiety |
| Polska            | - Energa Basket Liga (EBL) – mężczyźni - Basket Liga Kobiet (BLK) – kobiety |
| Hiszpania         | - Liga ACB (ACB) – mężczyźni - Liga Femenina de Baloncesto (LFB) – kobiety |
| Litwa             | - Lietuvos krepšinio lyga (LKL) – mężczyźni - Lietuvos Moteru Krepsinio Lyga (LMKL) – kobiety                                                                                          |
| Francja           | - Ligue nationale de basket-ball (Pro A) – mężczyźni - Championnat de France de basket-ball – mężczyźni                                                                                |
| Niemcy            | - Basketball-Bundesliga (BBL) – mężczyźni - Niemiecka Liga Koszykówki Kobiet (DFBL) – kobiety                                                                                          |
| Włochy            | - Lega Basket A – mężczyźni |

### Mistrzowie olimpijscy w koszykówce mężczyzn
| Rok  | Zwycięzcy  |
| ---- | ---------- |
| 1936 | USA        |
| 1948 | USA        |
| 1952 | USA        |
| 1956 | USA        |
| 1960 | USA        |
| 1964 | USA        |
| 1968 | USA        |
| 1972 | ZSRR       |
| 1976 | USA        |
| 1980 | Jugosławia |
| 1984 | USA        |
| 1988 | ZSRR       |
| 1992 | USA        |
| 1996 | USA        |
| 2000 | USA        |
| 2004 | Argentyna  |
| 2008 | USA        |
| 2012 | USA        |
| 2016 | USA        |
| 2020 | USA        |
| 2024 | USA        |

### Mistrzynie olimpijskie w koszykówce kobiet
| Rok  | Zwyciężczynie |
| ---- | ------------- |
| 1976 | ZSRR          |
| 1980 | ZSRR          |
| 1984 | USA           |
| 1988 | USA           |
| 1992 | WNP           |
| 1996 | USA           |
| 2000 | USA           |
| 2004 | USA           |
| 2008 | USA           |
| 2012 | USA           |
| 2016 | USA           |
| 2020 | USA           |
| 2024 | USA           |

### Mistrzowie ligi NBA
| Rok  | Mistrzowska drużyna    |
| ---- | ---------------------- |
| 1947 | Philadelphia Warriors  |
| 1948 | Baltimore Bullets      |
| 1949 | Minneapolis Lakers     |
| 1950 | Minneapolis Lakers     |
| 1951 | Rochester Royals       |
| 1952 | Minneapolis Lakers     |
| 1953 | Minneapolis Lakers     |
| 1954 | Minneapolis Lakers     |
| 1955 | Syracuse Nationals     |
| 1956 | Philadelphia Warriors  |
| 1957 | Boston Celtics         |
| 1958 | St. Louis Hawks        |
| 1959 | Boston Celtics         |
| 1960 | Boston Celtics         |
| 1961 | Boston Celtics         |
| 1962 | Boston Celtics         |
| 1963 | Boston Celtics         |
| 1964 | Boston Celtics         |
| 1965 | Boston Celtics         |
| 1966 | Boston Celtics         |
| 1967 | Philadelphia Warriors  |
| 1968 | Boston Celtics         |
| 1969 | Boston Celtics         |
| 1970 | New York Knicks        |
| 1971 | Milwaukee Bucks        |
| 1972 | Los Angeles Lakers     |
| 1973 | New York Knicks        |
| 1974 | Boston Celtics         |
| 1975 | Golden State Warriors  |
| 1976 | Boston Celtics         |
| 1977 | Portland Trail Blazers |
| 1978 | Washington Bullets     |
| 1979 | Seattle SuperSonics    |
| 1980 | Los Angeles Lakers     |
| 1981 | Boston Celtics         |
| 1982 | Los Angeles Lakers     |
| 1983 | Philadelphia 76'ers    |
| 1984 | Boston Celtics         |
| 1985 | Los Angeles Lakers     |
| 1986 | Boston Celtics         |
| 1987 | Los Angeles Lakers     |
| 1988 | Los Angeles Lakers     |
| 1989 | Detroit Pistons        |
| 1990 | Detroit Pistons        |
| 1991 | Chicago Bulls          |
| 1992 | Chicago Bulls          |
| 1993 | Chicago Bulls          |
| 1994 | Houston Rockets        |
| 1995 | Houston Rockets        |
| 1996 | Chicago Bulls          |
| 1997 | Chicago Bulls          |
| 1998 | Chicago Bulls          |
| 1999 | San Antonio Spurs      |
| 2000 | Los Angeles Lakers     |
| 2001 | Los Angeles Lakers     |
| 2002 | Los Angeles Lakers     |
| 2003 | San Antonio Spurs      |
| 2004 | Detroit Pistons        |
| 2005 | San Antonio Spurs      |
| 2006 | Miami Heat             |
| 2007 | San Antonio Spurs      |
| 2008 | Boston Celtics         |
| 2009 | Los Angeles Lakers     |
| 2010 | Los Angeles Lakers     |
| 2011 | Dallas Mavericks       |
| 2012 | Miami Heat             |
| 2013 | Miami Heat             |
| 2014 | San Antonio Spurs      |
| 2015 | Golden State Warriors  |
| 2016 | Cleveland Cavaliers    |
| 2017 | Golden State Warriors  |
| 2018 | Golden State Warriors  |
| 2019 | Toronto Raptors        |
| 2020 | Los Angeles Lakers     |
| 2021 | Milwaukee Bucks        |
| 2022 | Golden State Warriors  |
| 2023 | Denver Nuggets         |
| 2024 | Boston Celtics         |

### Koszykówka w Korei Północnej
W Korei Północnej wprowadzono własne zasady gry w koszykówkę:
- Wsady są warte trzy punkty, zamiast dwóch[134][135].
- Jeśli podczas celnego rzutu za trzy punkty, piłka nie dotknie obręczy kosza, rzut jest warty cztery punkty[134][135][136].
- Niecelny rzut wolny jest karany odjęciem jednego punktu[134][135][136].
- Rzut wykonany w ostatnich 3 sekundach meczu jest wart osiem punktów[135][136].
- Nie ma dogrywek, gra może zakończyć się remisem[136].